# إيفو راديفنيكوفيتش
إيفو راديفنيكوفيتش (بالكرواتية: Ivo Radovniković)‏ (مواليد 9 فبراير 1918) هو لاعب كرة قدم. يلعب مع منتخب يوغوسلافيا لكرة القدم. سبق له أن لعب في كأس العالم لكرة القدم مع منتخب بلاده.

## روابط خارجية
- إيفو راديفنيكوفيتش على موقع قاعدة بيانات كرة القدم.إي يو (الإنجليزية)
- إيفو راديفنيكوفيتش على موقع عالم كرة القدم.نت (الإنجليزية)